# إدوارد أوقست
إدوارد أوقست هو سياسي كندي، ولد في 15 مايو 1860، وتوفي في 31 ديسمبر 1935.